# Digital video noise reduction
 (avril 2012).
Si vous disposez d'ouvrages ou d'articles de référence ou si vous connaissez des sites web de qualité traitant du thème abordé ici, merci de compléter l'article en donnant les références utiles à sa vérifiabilité et en les liant à la section « Notes et références ».
Le digital video noise reduction, communément appelé DVNR est un terme anglais signifiant littéralement réduction numérique du bruit vidéo. Il désigne un ensemble de techniques électroniques de traitement d'image à l'origine destinées à réduire certains artefacts comme le bruit vidéo. 

## Utilisation du DVNR
Ces outils trouvent leur principale application dans la restauration des copies vidéo de films anciens dont le seul élément sur support film préservé présente souvent un grand nombre de défauts de surface tels que des rayures ou des poussières. Il est aussi utilisé pour la réduction du grain film qui peut être présent sur certains éléments film.
Pour la suppression de poussières et de rayures, la solution de la tablette graphique peut être utilisée. Cependant, elle est très couteuse puisqu'elle nécessite une intervention manuelle image par image d'un infographiste. Elle n'est donc utilisée que pour des films ayant un fort potentiel économique. Le DVNR étant un système automatisé, il peut être appliqué en temps réel sur un signal vidéo, soit plan par plan, soit de manière linéaire sur tout un programme. Le cout de cette technique est donc considérablement moins élevé que celui de la restauration manuelle.

## Artefacts du DVNR
Le DVNR n'est pas sans inconvénients. En effet, les techniques de traitement utilisées reposent sur la comparaison des images contigües, lorsqu'un point change subitement, il est interprété comme un défaut et est remplacé. Ce qui revient a lisser temporellement les images et réduit le fourmillement dû au bruit vidéo ainsi que les défauts de surface pellicule. Les changements de plans sont repérés afin d'être ignorés. Le lissage de l'image entraine deux types d'artéfacts, premièrement une diminution du détail et de la texture de l'image. Ensuite, lors de mouvements rapides, le système peut, s'il est réglé avec une tolérance forte, interpréter les mouvements rapides et certains changements de plans comme des défauts. Il arrive alors que le système génère des aberrations. Le défaut de DVNR le plus communément rencontré est la suppression des doigts d'une main en mouvement, parfois même de la main entière. Utilisé sur des dessins animés, le DVNR a tendance à estomper les contours des objets et à engendrer des images fantômes.